# Morgüz
Morgüz es un cultivar de higuera tipo Smyrna Ficus carica unífera, de higos color violeta, muy cultivado en Turquía. Se cultiva principalmente en el interior de Turquía, y últimamente se está intentando su adaptación a la costa oeste de Turquía, con vista a ampliar el periodo de tiempo de cosecha de los higos frescos,.

## Sinonimia
- „Morgüz İnciri“,
- „Morgüz fig“,[4]

## Características
La foliación de la higuera se produce en marzo 25 a 26, es unífera. 
Los higos Morgüz tipo Smyrna, tienen forma de lágrima redondeada, de piel color verde suave variegados púrpura, alguna banda púrpura. Son densos, firmes y flexibles.
El receptáculo es delgado, de color verde pálido, la pulpa es carnosa, color rojo con muchas semillas finas y beige.  
El paladar está lleno de un equilibrio dulce y ácido, crujiente y fundente, con un intenso aroma, notas afrutadas y florales.
Los higos con un diámetro generalmente mayor o igual a 40 milímetros se cosechan del 15 de agosto al 7 de octubre.
Variedad de temporada tardía. Se producen grietas y fugas en la fruta.
- Peso medio del fruto (g): 72.62-63.87
- Desplazamiento promedio de fruta (cm³): 58.00-62.00
- Índice de frutas: 1.10 Redondo básıco
- Longitud del cuello (mm): 0.70-0.90
- Abertura de Ostiolo (mm): 0.50-0.70
- Espesor de la placa (mm.): 1:27 a 1:37
- Espacio interior de fruta: medio
- Estado central: medio, grande
- Ácido titulable (%): 0170-0180
- TSEM (%): 8:00 p. m. a las 11:00 p. m.[4]

## Cultivo
Turquía es el principal productor de higos del mundo con 260,508 toneladas en 2011, y más de dos tercios de su producción proviene de Sari Lop (= Calimyrna), siendo la variedad cultivar principal tanto para el suministro de higo fresco como para el seco.
Desde 1986 se llevó a cabo un ensayo de adaptación para introducir la producción de higos en las zonas costeras de la parte occidental de Turquía y extender así el período de maduración y cosecha para los mercados nacionales y de exportación.
Para determinar el rendimiento de algunas variedades sobresalientes de higuera fresca, se establecieron parcelas de adaptación en 1985 y 1986 en los municipios de Bodrum, Fethiye y Dalaman (en dos localidades) en la provincia de Mugla, en el suroeste de Turquía. Desde 1990 hasta 1995, se determinaron el crecimiento vegetativo, las propiedades pomológicas de los frutos, el brote de los botones y los períodos de maduración. Se encontraron como las variedades con mayor rendimiento las de 'Bursa Black', 'Darpak', 'Beyaz Orak', 'Yesilgüz', 'Morgüz' y 'Pathcan'.

## Usos
Los higos Morgüz se exportan frescos sobre todo a Alemania y países de Centro de Europa, estando disponibles todo el año.
Turquía es el mayor productor mundial  de higos. Los higos secos se exportan a todos los países del mundo bajo diversos tipos de preparados y diversas marcas exportadoras. Uno de sus principales mercados de estos preparados es China.